# Llengües dené-caucàsiques
Les llengües dené-caucàsiques és una teòrica macrofamília o superfamília de llengües que inclouria les llengües sinotibetanes, las caucàsiques septentrionals, les ienisseianes, les llengües na-dené, el basc i llengües extintes com les hurro-urartianes, el hatti, l'ibèric i el sumeri. Aquesta teoria es basa en un grapat de cognats i una evidència considerada feble, per la qual cosa la majoria dels lingüistes no accepten aquesta unitat filogenètica com una unitat provada, més enllà de tot dubte, i la consideren una proposta altament especulativa. Les llengües dené-caucàsiques sovint se solen agrupar amb les llengües àustriques en una macrofamília denominada dené-daic.
La teoria, formulada per primera vegada el 1980 per Serguei Stàrostin, es basa en gran part en el treball d' Alfredo Trombetti, Karl Bouda i Edward Sapir. Molts lingüistes, en particular John Bengtson, han proposat la inclusió del basc també, però el bascòleg francès Michel Morvan no ho va acceptar enterament.

## Morfemes
Per provar la hipòtesi dené-caucàsica s'han proposat alguns morfemes:
| Persona | Proto-dené–caucàsic | Proto-basc         | Proto-caucàsic | Proto-burushaski | Proto-sinó-tibetà | Proto-ienissei | Proto-na-dené   | sumeri   |
| ------- | ------------------- | ------------------ | -------------- | ---------------- | ----------------- | -------------- | --------------- | -------- |
| 1 sg.   | /ŋV/                | /ni/, /n/-         | /nɨ/           | /a/-             | /ŋaː/-            | /ŋ/            | /nV/            | /ŋa(e)/  |
| 1 sg.   | /d͡zV/               | -/da/-, -/t/       | /zoː/          | /d͡ʑa/            |                   | /ʔad͡z/         | -/t͡s(a)/-, -/s/ |          |
| 1 sg.   | /kV/                | /gu/ /g/- (pl.)    |                |                  | /ka/-             |                |                 |          |
| 2 sg.   | /KwV/               | /hi/, /h/-, -/ga/- | /ʁwVː/         | /gu/-~/go/-      | /kwa/-            | /(V)k(V)/      | /ʔaxʷ/          | /kV/     |
| 2 sg.   | /u̯Vn/               | -/na/-             | /u̯oː-n/        | /u-n/            | /na-(ŋ)/          | /ʔaw/          | /wV/            |          |
| 3 sg.   | /w/- or /m/-        | /be-ra/            | /mV/           | /mu/-            | /m/-              | /wV/           |                 |          |
| 2 pl.   | /su/                | /su/, /s/-         | /ʑwe/          |                  |                   |                |                 | /t͡sa(e)/ |

## Comparació lèxica
Els numerals reconstruïts per a diferents protollengües incloses en diferents versions de la hipòtesi dené-caucàsica són:
| GLOSSA | PROTO-SINÓ-TIBETÀ   | PROTO-CAUCÀSIC-NOr   | PROTO-CAUCÀSIC-NOcc | PROTO-BASC              | Íber   | Hurrita | Buruixaski | PROTO-IENISSEI | PROTO-NA-DENÉ | Sumeri  |
| ------ | ------------------- | -------------------- | ------------------- | ----------------------- | ------ | ------- | ---------- | -------------- | ------------- | ------- |
| 1      | *g-tjig             | *ʦ(ħ)ɑ               | *za                 | *bade                   | *ban   | *sukki  | han        | *qūča          | *tɬak'aih     | *diš    |
| 2      | *g-nis              | *qʷ'ə                | *tʼqʷʼa             | *biga                   | *bina  | *sina   | alto       | *xina          | *nak'i        | *nim    |
| 3      | *g-sum              | *Łeb(u)              | *ɬːə                | *(h)er-ahur             | *kilu  | *kiga   | usko       | *tonya         | *taq'i        | *eš     |
| 4      | *b-lij              | *umqʼi~ </br> *moqʼu | *pʼɬʼa              | *larr-ahur              | *laur  | *tumni  | walto      | *šai-ga        | *dink'e       | *limmu  |
| 5      | *b-ŋa </br> *l-ŋa   | *p-Łu                | *sx̂ʷə               | *bortz                  | *borst | *narja  | ʦʰundo     | *qal-ga        |               | *ia     |
| 6      | *d-ruk </br> *k-ruk | *ji-rẽŁə-            | *ɬʷə                | *sei                    | *sei   | *seze   | mišindo    | *xog-ga        | *sekela       | *aš     |
| 7      | *s-nis              | *wərɬ-               | *bɮə                | *bortzaz-bi             | *sisbi | *sindi  | tʰalo      |                | *gosts-idi    | *imin   |
| 8      | *br-gjat            | * m bərɬ-            | *ɣa                 | *zortzi                 | *sorse | *kira   | altambo    |                |               | *ussu   |
| 9      | *d-kəw              | *wərkʼʷi-            | *bʒʷʲə              | *bade- </br> -(e)ratzi> |        | *tamri  | hunčo      |                |               | *ilimmu |
| 10     | *tsij               | *wət͡sʼ-              | *bɕʼʷə              | *(h)anbar               | *abar  | *eman   | torum      | *qo-(ga)       |               | *tu     |

En les formes anteriors no s'aprecien gaires coincidències.

## Subgrups destacats
Si bé la hipòtesi dené-caucàsica és molt controvertida, altres propostes podrien tenir més suport com en els casos següents:
- Llengües macro dené-daic : Grup proposat per Sergei Starostin (2005), que basant-se en les seves anàlisis lingüístiques les llengües dené-caucàsiques estan relacionades amb les llengües áustricas.[1]
- Llengües macro-caucàsiques : Grup proposat per John Bengtson en 1997 que pensa que, dins del dené-caucàsic, les llengües norcaucàsiques, vascòniques i el burushaski formen una macrofamília[2] basant-se en moltes arrels de paraules compartides, així com similituds en la gramàtica.
- Llengües dené-ienisseianes : Grup proposat per Alfredo Trombetti en 1923[3] que agrupa les llengües na-dené amb les ienisseianes, les quals presentarien similars característiques tipològiques.
- Llengües sino-àustriques En conflicte amb la hipòtesi dené-caucàsica, des de Li (1937) a Starosta (2005) s'ha suggerit una relació entre les llengües sinotibetanes i altres llengües del Sud-est Asiàtic, la qual cosa ha tingut el suport de molts lingüistes xinesos, a diferència dels lingüistes occidentals. S'ha reportat que la família més propera a la sino-tibetana seria la hmong-mien, d'acord amb tècniques de biologia computacional.[4]

Diversos d'aquests grups proposats poden considerar-se subgrups del dené-caucàsic, encara que l'existència del grup sino-àustric només implicaria l'exclusió del sino-tibetà del dené-caucàsic.